# دانيال جراف
دانيال جراف (بالألمانية: Daniel Graf)‏ (3 أغسطس 1977 في ألمانيا - ) هو لاعب كرة قدم ألماني في مركز الوسط. شارك مع منتخب ألمانيا تحت 21 سنة لكرة القدم. أما مع النوادي، فقد لعب مع آينتراخت براونشفايغ وفورتونا كولن وكيكرز أوفنباخ ونادي كارلسروه ونادي كايزرسلاوترن و1. FC Kaiserslautern II ‏.

## وصلات خارجية
- دانيال جراف على موقع قاعدة بيانات كرة القدم.إي يو (الإنجليزية)
- دانيال جراف على موقع بيانات كرة القدم. دي إي (الألمانية)
- دانيال جراف على موقع عالم كرة القدم.نت (الإنجليزية)